# Список випускників Львівського національного медичного університету імені Данила Галицького

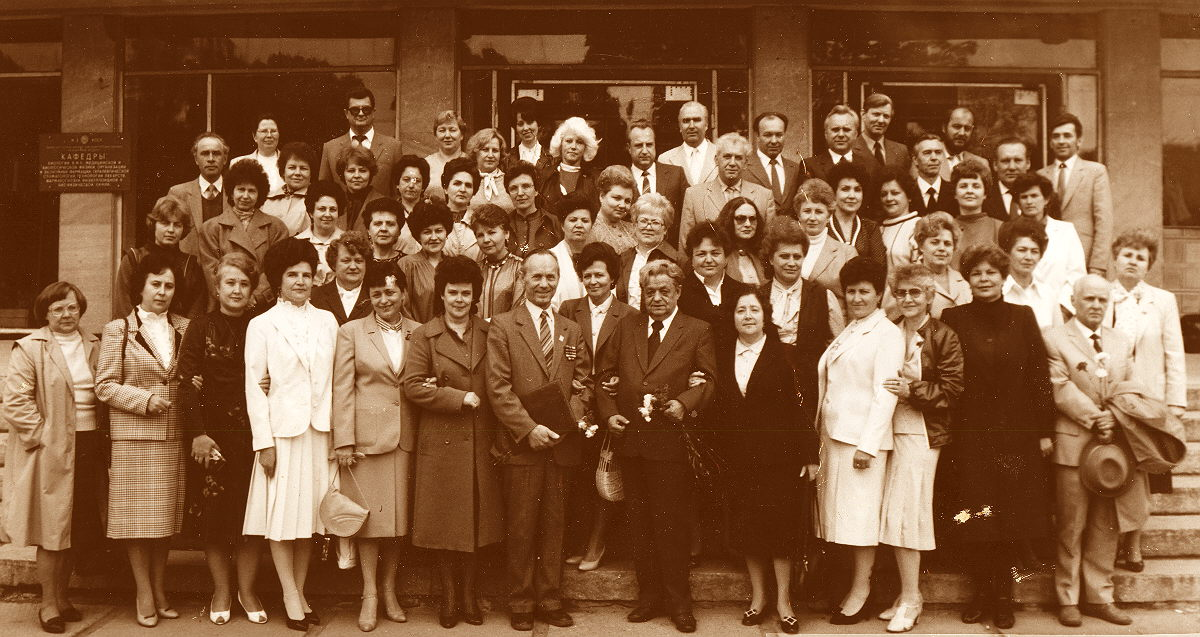
Професор Крамаренко Василь Пилипович у товаристві випускників Львівського державного медичного інституту 1962 року.

Це список випускників Львівського медичного інституту імені Данила Галицького, про яких є статті в україномовній Вікіпедії.

## А
- Абрагамович Орест Остапович
- Андрухів Іван Романович
- Андрющенко Віктор Петрович

## Б
- Базилевич Андрій Ярославович,
- Базилевич Ярослав Петрович
- Безпалків Роман Михайлович
- Беседін Сергій Миколайович
- Білинський Борис Тарасович
- Булієнко Сергій Дмитрович

## В
- Влох Ірина Йосипівна

## Г
- Ганіткевич Ярослав Володимирович
- Герасун Борис Абрамович
- Герич Ігор Дионізович
- Гнатишак Анатолій Іванович
- Гончаренко Євген Іванович
- Гоцко Євстахій Володимирович
- Громовик Богдан Петрович
- Грошовий Тарас Андрійович

## Ґ
- Ґжеґоцький Мечислав Романович

## Д
- Данилейченко Валерій Васильович
- Даценко Ірина Іванівна

## З
- Заболотний Тарас Дмитрович
- Заліська Ольга Миколаївна
- Захарія Катерина Андріївна
- Зіменковський Борис Семенович
- Зіменковський Андрій Борисович

## І
- Ільницький Іван Григорович

## К
- Кияк Юліан Григорович
- Кімакович Віктор Йосипович
- Кіцера Олександр Омелянович
- Кобза Ігор Іванович
- Козявкін Володимир Ілліч
- Комариця Йосиф Дмитрович
- Коржинський Степан Іванович
- Криворучко Юрій Зеновійович
- Крук Мирослав Богданович

## Л
- Лаврик Андрій Устимович
- Лесик Роман Богданович
- Луцик Максим Дмитрович
- Луцик Олександр Дмитрович

## М
- Макар Дмитро Арсентійович
- Малюк Віктор Іванович
- Матвійчук Богдан Олегович
- Матешук-Вацеба Леся Ростиславівна
- Монастирський Володимир Анатолійович
- Мухін Володимир Миколайович

## Н
- Новицький Ігор Ярославович

## П
- Павловський Михайло Петрович
- Панасюк Євген Миколайович
- Панчишин Мар'ян

## С
- Січкоріз Льонгін Михайлович
- Собчук Богдан Антонович
- Созанський Олександр Мирославович

## Т
- Тітов Михайло Борисович
- Томашевський Ярема Ілліч
- Туркевич Юрій Миколайович
- Тягнибок Олег Ярославович
- Тягнибок Ярослав Васильович

## Ф
- Федоров Юрій Володимирович
- Фільц Олександр Орестович
- Фільц Орест Володимирович

## Х
- Хмара Степан Ількович

## Ч
- Червяк Петро Іванович
- Чоп'як Валентина Володимирівна

## Ш
- Шуляк Олександр Владиславович

## Я
- Яворський Микола Петрович